# Азартні ігри в Австрії
Азартні ігри в Австрії є законним і чітко регламентованим державою видом розваг, тут дозволено як онлайнові, так і наземні казино.

## Історія
Азартні ігри в країні регулюються на федеральному рівні. Ігри на майстерність не регулюються федеральним законодавством, а натомість підпорядковуються законодавству провінції. нім. Kleines Glücksspiel, або невеликі азартні ігри, дозволяють провінціям локально регулювати цю сферу.
Федеральний закон про азартні ігри в Австрії має назву Glücksspielgesetz (Закон про азартні ігри або скорочено GSpG). За його дотриманням слідкує Міністерством фінансів, яке також видає ліцензії на лотереї та казино.
Австрійське законодавство про азартні ігри дозволяє отримувати одну ліцензію на кожну лотерею. В країні видано 15 ліцензій на казино, 12 з них діють, а три було скасовано. Austrian Lotteries — монополіст та основний акціонером австрійських лотерей. Азартні ігри в казино не мають обмежень щодо розміру ставки, кількості автоматів у казино або тривалості гри. 2013 року Міністерство фінансів офіційно класифікувало покер як азартну гру.

## Нелегальні казино
2017 року було запропоновано оновлення GSpG, яке би блокувало доступ за ip-адресою до неліцензійних онлайн-казино, проте станом на 2020 рік цього так і не було зроблено.
2020 року поліція країни провела ряд рейдів. За даними звітів Федерального міністерства фінансів, було вилучено 1463 нелегальних гральних автомати, з них 575 лише в одному нелегальному закладі Відня. Всього, згідно із Законом про азартні ігри, було перевірено 637 закладів по всій Австрії. За даними фінансової поліції, більшість незаконних казино розташовано у великих містах, таких як Відень і Лінц. Нелегальні заклади було сумарно оштрафовано на суму 32 млн євро.

## Спортивні ставки
Спортивний беттинг регулюється кожною провінцією окремо:
- Тіроль і Форарльберг дозволяють робити спортивні ставки з 6:00 до 00:00. Іноді цей розклад змінюють під час міжнародних спортивних змагань, таких як Олімпійські ігри.
- Штирія немає обмежень за часом, але обмежує типи ставок. Не дозволяються ставки на смерть або травми та фентезі-спорт. Ставки в прямому ефірі можна робити лише під час перерв.
- Каринтія має ті ж правила ставок щодо прямого ефіру, що й Штирія. Тут також заборонено ставки на злочини, а термінали для ставок вимкнено з 2:00 до 8:00.
- Зальцбург допускає ставки лише до 500 євро. Забороняються ставки на смерть, травми, фентезі-сопрт, перегони, інші події з тваринами чи аматорські види спорту. Футбольні ставки можна робити лише в першій, другій та третій професійній лігах. Ставки в прямому ефірі аналогічні законам Штирії.
- Верхня Австрія має ліміт ставок 500 євро та розклад роботи терміналів з 6:00 до 00:00 та мають такий же закон, як і Штирія щодо ставок у прямому етері. Забороненоне ставки на смерть або травми.
- Відень обмежує години ставок з 6:00 до 00:00, заборонено ставки на смерть, травми, собачі перегони чи події з тваринами[8].